# Andreas Olofsson

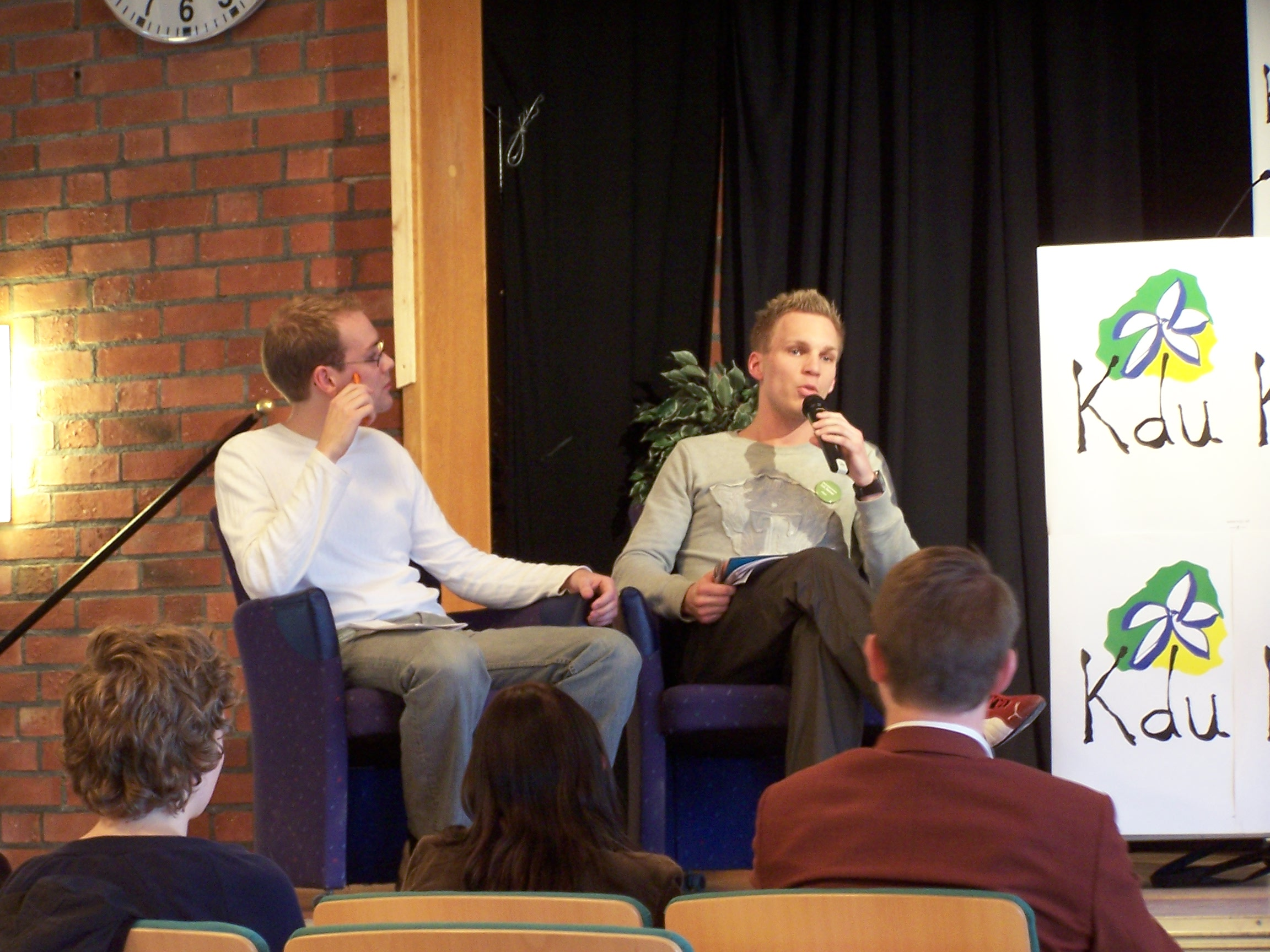
Andreas Olofsson (t.v.) och Erik Slottner i utfrågningen inför valet av ny förbundsordförande

Andreas Brovig (fd Olofsson), född 1981 i Tingsryd, är en svensk-norsk politiker (kristdemokrat) och var förste vice förbundsordförande för Kristdemokratiska ungdomsförbundet (KDU) 2004–2005.

## Biografi
Andreas Olofsson gjorde ett avbrott i sin gymnasieutbildning för att driva ett eget IT-företag och arbetade senare en tid som ombudsman för KDU. Efter valet 2002 blev han invald i Tingsryds kommunfullmäktige. Där ingick han dessutom i kommunstyrelsen och var gruppledare för kristdemokraterna. Han har även arbetat som arbetsförmedlare i Växjö.

### Politisk karriär
2004 ställde han upp i KDU:s val av förbundsordförande, mot valberedningens förslag Erik Slottner. Olofsson förlorade mot Slottner, men vann valet till förste vice ordförande genom att slå ut valberedningens förslag Emma Henriksson. Följande år var Olofsson inledningsvis kandidat till posten som förbundsordförande, men i slutskedet stod striden mellan Ella Bohlin och Charlie Weimers.
Andreas Olofsson var med och grundade Måndagsrörelsen (för demokrati och mänskliga rättigheter i Mellanöstern) 2004 och sitter idag som förbundsordförande i Svensk-amerikanska förbundet där han efterträdde liberalen Philip Wendahl. Andreas Olofsson är ordförande för Växjöavdelningen av Samfundet Sverige-Israel sedan november 2005.[källa behövs]
Sedan 2011 är Andreas Brovig gruppledare för Kristelig Folkeparti i Lillesands kommun i Agder Fylke, Norge. 18 augusti 2022 meddelade han via Facebook att han lämnade KrF för att bli medlem i Høyre.